# Repubblica Croata dell'Erzeg-Bosnia
La Repubblica Croata dell'Erzeg-Bosnia (in croato: Hrvatska Republika Herceg-Bosna), fu un'entità autonoma dei croati di Bosnia ed Erzegovina, non riconosciuta internazionalmente, ma esistita de facto tra la fine del 1991 e l'inizio del 1994, quando si disciolse in seguito agli accordi di Washington. Nel 2019, il Tribunale penale internazionale dell'Aia ha definito tale entità come un progetto criminale della Repubblica di Croazia avente per scopo la secessione illegale dalla Bosnia ed Erzegovina. 

## Storia
Alla fine del 1991 gli elementi più estremisti dell'Unione Democratica Croata di Bosnia ed Erzegovina (Croato: Hrvatska demokratska zajednica Bosne i Hercegovine, HDZBiH) branca in Bosnia ed Erzegovina dell'Unione Democratica Croata (Croato: Hrvatska demokratska zajednica, HDZ) partito al governo in Croazia, con l'aiuto del presidente croato Franjo Tuđman presero il controllo del partito e il 18 novembre proclamarono la nascita della Comunità croata dell'Erzeg-Bosnia (Hrvatska Zajednica Herceg-Bosna) con capitale Mostar ed un'autonomia politica, culturale, economica e territoriale, all'interno del territorio della Bosnia ed Erzegovina, allo scopo di proteggere i loro interessi nazionali e preoccupati dall'idea che i Serbi stessero per attuare il progetto della "Grande Serbia", occupando parte del territorio bosniaco. Questa idea nei croati dell'Erzegovina era maturata sin dal settembre del 1991, subito dopo l'indipendenza della Croazia e la dissoluzione della ex-Jugoslavia, quando l'Esercito federale jugoslavo nel corso dell'operazioni militari d'assedio di Ragusa aveva distrutto il piccolo villaggio di Ravno, all'interno del territorio bosniaco ma abitato da croati e il 19 settembre l'Esercito Federale aveva spostato alcune truppe nei pressi della città di Mostar, provocando le proteste delle autorità locali.
In seguito alla proclamazione dell'indipendenza della Bosnia Erzegovina, osteggiata fortemente dai serbo-bosniaci, l'Esercito Jugoslavo nell'aprile 1992 occupò i punti strategici del territorio della Bosnia ed Erzegovina, e i vari gruppi etnici si organizzarono in formazioni militari. La Hrvatska Zajednica Herceg-Bosna costituì l'8 aprile 1992 una milizia denominata Consiglio di difesa croato (in croato: Hrvatsko vijeće obrane, HVO) che nei primi due mesi di combattimento fu l'unica forza a fronteggiare le milizie serbo-bosniache di Ratko Mladić.
Inizialmente i Bosniaci e i Croati combatterono alleati contro i Serbi, che erano dotati di armi più pesanti e controllavano gran parte del territorio rurale, con l'eccezione delle grandi città di Sarajevo e Mostar. Nel 1993, dopo il fallimento del piano che prevedeva la divisione del Paese in tre parti etnicamente pure, scoppiò un conflitto armato tra Bosgnacchi, i bosniaci musulmani, e croati sulla spartizione del territorio nazionale, con la Croazia coinvolta sempre più nella guerra sostenendo finanziariamente e militarmente i Croati di Bosnia, che il 28 agosto 1993 proclamarono la Repubblica dell'Erzeg-Bosnia con lo scopo di aggregare la regione di Mostar alla Croazia. La città di Mostar, già precedentemente danneggiata dai Serbi, fu costretta alla resa dalle forze croato-bosniache e il suo centro storico venne bombardato dai Croati, che il 9 novembre 1993 distrussero il famoso Stari Most il vecchio ponte del XVI secolo che unisce le due parti della città divise dalla Narenta. Il ponte precedentemente era stato danneggiato dai bombardamenti serbi già nel 1992 e sia i serbi che i croati vedevano nel ponte, costruito per volere del sultano ottomano Solimano il Magnifico, un simbolo della cultura islamica e quindi da distruggere in quanto tale.
La Repubblica Croata dell'Erzeg-Bosnia o semplicemente Erzeg-Bosnia non ebbe però il riconoscimento né della Repubblica della Bosnia ed Erzegovina né della comunità internazionale, e venne dichiarata illegittima dalla Corte Costituzionale della Bosnia ed Erzegovina una prima volta il 13 settembre 1992 e definitivamente il 20 gennaio 1994.
Con la mediazione degli Stati Uniti si giunse agli accordi di Washington fra Croati di Bosnia ed Erzegovina e Bosgnacchi. I colloqui svolti a Washington e a Vienna si conclusero il 1º marzo 1994 e vennero siglati a Washington il 18 marzo successivo.
In base a tali accordi i territori controllati dai croati di Bosnia venivano riunificati a quelli controllati dalle forze governative della Bosnia ed Erzegovina con la creazione di una Federazione Croato-Musulmana che prendeva il nome di Federazione di Bosnia ed Erzegovina e la scelta di un sistema amministrativo di divisione in cantoni affinché nessun gruppo etnico potesse acquisire sugli altri una posizione politica dominante.
In base agli accordi venne anche stipulata un'alleanza tra Croazia e Bosnia ed Erzegovina ratificata a Spalato il 22 luglio 1995 tra i presidenti Tuđman e Izetbegović.
Nell'estate del 1995 le milizie del Consiglio di difesa croato furono protagoniste della controffensiva croata nei territori della Bosnia Erzegovina ancora occupati dai Serbi e prendendo anche parte all'operazione "Lampo" e "Tempesta" nei territori della Repubblica Serba di Krajina e della Slavonia con la totale vittoria delle forze croate.
Nella stessa estate nel mese di luglio da parte delle milizie serbe ci fu il Massacro di Srebrenica che provocò un'enorme reazione nell'opinione politica internazionale e il successivo 28 agosto 1995 al mercato di Sarajevo cinque proiettili di mortaio, lanciati da postazioni serbe uccisero 39 civili e almeno 90 rimasero feriti. Richiamandosi alla Risoluzione n. 836 delle Nazioni Unite la NATO organizzò l'operazione Deliberate Force (operazione Forza Deliberata) contro le forze della Repubblica Serba di Bosnia ed Erzegovina.
Le forze serbe accettarono l'ultimatum congiunto ONU-NATO, ritirandosi dai dintorni di Sarajevo. I colloqui iniziati il 1º novembre a Dayton, in Ohio, misero ufficialmente la parola fine al conflitto jugoslavo.
Con gli accordi di Dayton formalizzati a Parigi,il 14 dicembre 1995 vennero create due entità interne alla Bosnia Erzegovina: la Federazione Croato-Musulmana e la Repubblica Serba.
I croati della Federazione di Bosnia ed Erzegovina chiamano ancora Hercegbosanska županija (cantone dell'Herceg-Bosnia) uno dei cantoni in cui è divisa l'attuale federazione, tuttavia tale denominazione è stata dichiarata illegale dalla corte costituzionale della Bosnia ed Erzegovina, anche perché il cantone non comprende alcuna parte dell'Erzegovina e in maniera più neutrale il cantone viene chiamato Cantone 10 (Kanton 10), Cantone della Bosnia Occidentale (Zapadnobosanski Kanton) o Cantone di Livno (Livanjski Kanton) dal nome dell'attuale capoluogo.